# Põdrapao
Põdrapao este o arie protejată (arie specială de conservare — SAC, sit de importanță comunitară — SCI) din Estonia întinsă pe o suprafață de 2,5 ha, integral pe uscat.

## Localizare
Centrul sitului Põdrapao este situat la coordonatele 58°57′01″N 22°37′16″E / 58.9503°N 22.6211°E.

## Înființare
Situl Põdrapao a fost declarat sit de importanță comunitară în mai 2009 pentru a proteja un număr necunoscut de specii din flora spontană și fauna sălbatică aflate în arealul zonei. Situl a fost protejat și ca arie specială de conservare în aprilie 2009.

## Biodiversitate
Situată în ecoregiunea boreală, aria protejată conține 1 habitat natural: Taiga vestică.
La baza desemnării sitului se află un număr nedeclarat de specii protejate.